# Ben Cabango
Benjamin George Cabango (sinh ngày 30 tháng 5 năm 2000) là một cầu thủ bóng đá chuyên nghiệp người xứ Wales hiện thi đấu ở vị trí hậu vệ cho câu lạc bộ Swansea City và đội tuyển quốc gia Wales.